# Brunkeberg, Norge
Brunkeberg är en kyrkby i Kviteseids kommun i Telemark fylke i södra Norge. Orten ligger där Europaväg 134 möter riksväg 41, norr om tätorten Kviteseid. Här finns Brunkebergs kyrka.

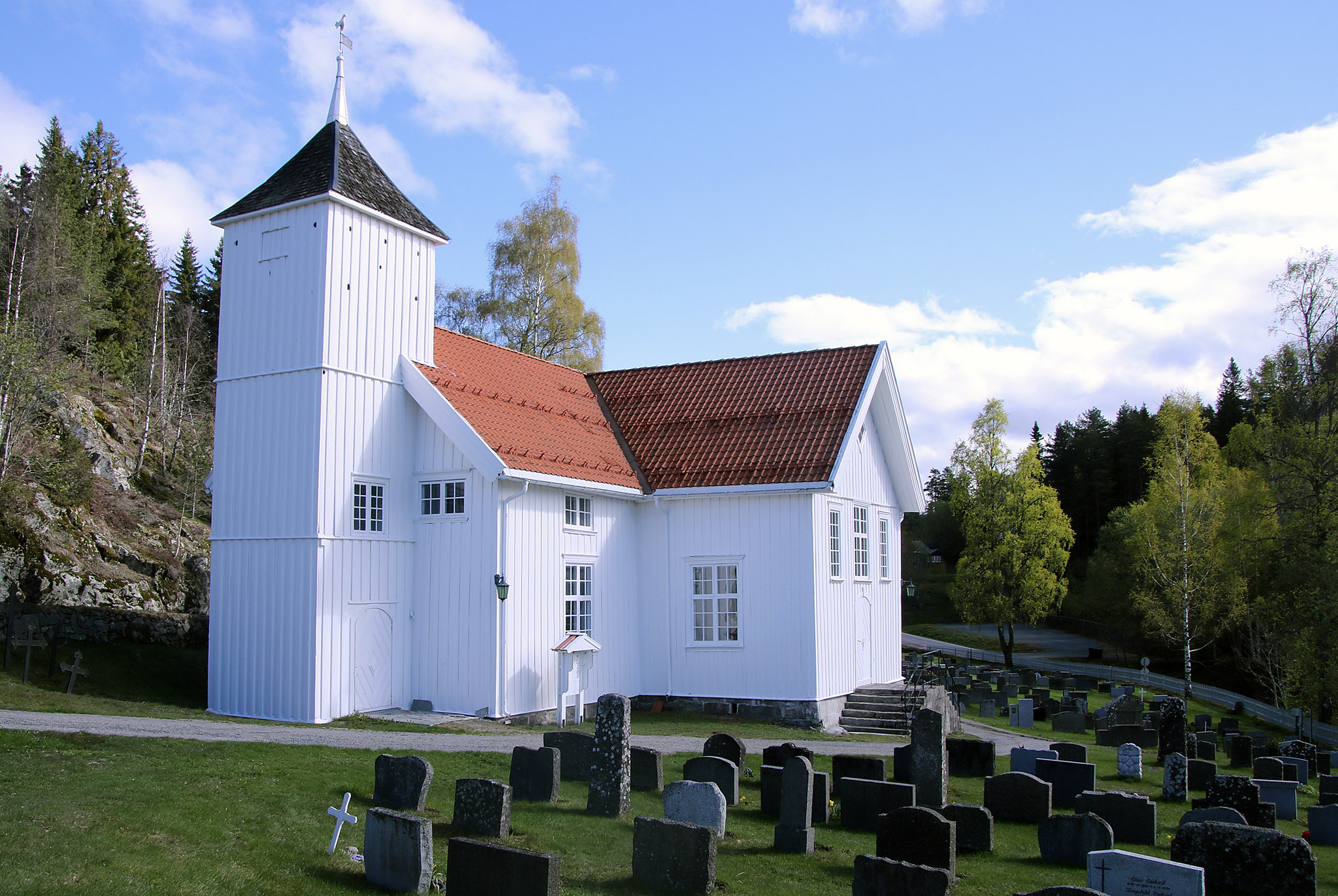
Brunkebergs kyrka.